# 阿库尤核电站
阿库尤核电站（土耳其語：Akkuyu Nükleer Güç Santrali）是土耳其梅尔辛省一座正在建設的核电站，承建方為俄罗斯国家原子能公司。核電站於2018年4月3日正式動工，預計於2023年投入運營。該核電站建成後將成為土耳其第一座核电站，預計能生產土耳其全國10%左右電力。該核電站預計共有4座反应堆。2023年4月27日，該核電站的首批核燃料交付。2023年12月12日，阿库尤核电站获准启动调试。